# Keith Thomas
Keith Vivian Thomas, né le 2 janvier 1933 à Wick, est un historien britannique spécialisé dans l'époque moderne. 
Il est plus connu en tant qu'auteur de La religion et le déclin de la magie et Dans le jardin de la nature : la mutation des sensibilités en Angleterre à l'époque moderne (1500–1800). De 1986 à 2000, il fut Président du collège Corpus Christi de Oxford University.

## Biographie
Thomas naît à Wick, dans le sud du pays de Galles.
Il est marié à Lady Valerie Thomas. Il a deux enfants, dont l'une est Emily Gowers, professeur de littérature latine à l'université de Cambridge. 
Tenant de la Brackenbury Scholarship, il étudie l'histoire à Balliol College, Oxford, où il suit les « tutorials » de Richard W. Southern, Christopher Hill et Hugh Stretton. Il obtient un Bachelor of Arts avec first class honours[Quoi ?] en 1955,. 
Il est élu prize fellow[Quoi ?] de All Souls College, Oxford en 1955. En 1958, il est élu fellow de St John's College, Oxford. Il est reader en histoire moderne à l'université d'Oxford de 1978 à 1985, et professeur d'histoire moderne en 1986. Dans la même année, il est élu président de Corpus Christi College à Oxford. Il prend sa retraite en 2000. Il est  pour un temps Pro-Vice-Chancellor[Quoi ?] de l'université d'Oxford. 

## Distinctions
Il est élu fellow de la Royal Historical Society en 1970 (vice-président 1980–84) et de l'Académie britannique en 1979 (président 1993–97). En 1983, il est élu Foreign Honorary Member de l'Académie américaine des arts et des sciences et en 1993, il est élu membre d'Academia Europaea.
Il est fellow honoris causa des collèges Balliol (1984), St John's (1986), et Corpus Christi, Oxford, et de l'Université de Cardiff (1995). Il a reçu des doctorats honoris causa des universités de Kent (DLitt 1983), Sheffield (LittD 1992), Cambridge (LittD 1995), Hull (DLitt 1995), Leicester (DLitt 1996), Sussex (DLitt 1996) et Warwick (DLitt 1998), de l'université du pays de Galles (DLitt 1987), d'Oglethorpe University (LLD 1996) et de Williams College (LLD 1988).
En 1988, il est fait chevalier.